# Municipio de Seely (Iowa)
El municipio de Seely (en inglés: Seely Township) es un municipio ubicado en el condado de Guthrie en el estado estadounidense de Iowa. En el año 2010 tenía una población de 209 habitantes y una densidad poblacional de 2,21 personas por km².

## Geografía
El municipio de Seely se encuentra ubicado en las coordenadas 41°43′57″N 94°34′13″O / 41.73250, -94.57028. Según la Oficina del Censo de los Estados Unidos, el municipio tiene una superficie total de 94.48 km², de la cual 94,48 km² corresponden a tierra firme y (0 %) 0 km² es agua.

## Demografía
Según el censo de 2010, había 209 personas residiendo en el municipio de Seely. La densidad de población era de 2,21 hab./km². De los 209 habitantes, el municipio de Seely estaba compuesto por el 100 % blancos. Del total de la población el 2,39 % eran hispanos o latinos de cualquier raza.